# Vendredi 13 : Chapitre final
Série Vendredi 13
Meurtres en 3 dimensions
(1982) Chapitre V : Une nouvelle terreur
(1985)
Pour plus de détails, voir Fiche technique et Distribution.
Vendredi 13 : Chapitre final ou Vendredi 13 : Le Chapitre Final au Québec (Friday the 13th: The Final Chapter) est un film d'horreur américain réalisé par Joseph Zito, sorti en 1984. Ce film est le quatrième opus de la saga Vendredi 13.
Le film débute alors que Jason qu'on croit mort s'échappe de la morgue. Une famille s'installe dans leur maison de vacances, les enfants Trish et Tommy font connaissance avec Rob, un campeur. Or, Rob raconte à Trish qu'il est là pour venger sa sœur que Jason avait tuée, car il sait que Jason est revenu à Crystal Lake.

## Synopsis
Le film commence par un montage de scènes des trois premiers films qui raconte l'histoire de Jason Voorhees, en terminant sur Jason qui a été frappé à la tête d'un coup de hache avec la voix de Chris en écho : « Vous ne pouvez pas être en vie ».
Un jour après les événements de Meurtres en trois dimensions, la police et les ambulanciers sont occupés à nettoyer les cadavres que le meurtrier de masse difforme Jason Voorhees a laissés à Higgins Haven, y compris lui-même. Une fois livré à la morgue de l'hôpital du comté de Wessex, il s'avère que Jason est toujours en vie. Il se lève et tue le médecin, Axel (Bruce Mahler), en lui sciant le cou, puis une infirmière, Morgan (Lisa Freeman), avec un coup de scalpel à l'estomac, avant de retourner à Crystal Lake. Un groupe d'amis, Paul (Alan Hayes), Sam (Judie Aronson), Sara (Barbara Howard), Doug (Peter Barton), Ted (Lawrence Monoson) et Jimmy (Crispin Glover), a loué une maison sur Crystal Lake. Sur le chemin, le groupe passe devant la pierre tombale de Mme Voorhees puis ils croisent une auto-stoppeuse. Alors que le groupe se dirige à Crystal Lake, l'auto-stoppeuse devient la victime de Jason, poignardée à la gorge en mangeant une banane. À côté de la maison de location se trouve la maison Jarvis, dans laquelle habitent Trish (Kimberly Beck) et Tommy (Corey Feldman) avec leur mère. Le lendemain, le groupe se lie d'amitié avec les jumelles Tina (Camilla More) et Terri (Carey More), qui vivent dans la région, et ils vont tous se baigner nus dans le lac. La voiture de Trish tombe en panne un peu plus loin le long de la route, et ils sont aidés par Rob, un randonneur ayant de mystérieuses raisons de visiter Crystal Lake, qui devient bientôt bon ami avec Trish et Tommy. Ce dernier lui montre sa collection de masques.
À côté, le groupe d'amis s'amuse en dansant et en écoutant de la musique. Avec quatre filles et quatre garçons, chacun a désormais sa place. Cependant, un conflit s'ensuit lorsque Paul délaisse sa petite amie Sam pour danser avec Tina. Ce conflit va être le moindre de leurs soucis car, comme l'on pouvait s'y attendre, Jason les traque et les tue un par un. Énervée par le comportement de Paul, Sam part nager et s'installe dans un bateau gonflable avant de se faire transpercer par Jason. Quand Paul sort pour la voir, il découvre, horrifié, son cadavre et il est harponné dans les parties génitales, puis soulevé avant de pouvoir avertir les autres. Terri décide de partir plus tôt et s'apprête à monter sur son vélo, mais une lance se plante dans son dos. Après avoir dormi avec Tina, Jimmy décide de célébrer la bâtisse avec une bouteille de vin. Alors qu'il cherche un tire-bouchon, Jason surgit et lui enfonce le tire-bouchon dans la main avant de lui découper le visage avec un couperet à viande. A l'étage, Tina regardant par la fenêtre, constate que le vélo de sa sœur est toujours là et qu'elle n'est donc pas partie, mais elle est attrapée et jetée deux étages plus bas par Jason, atterrissant sur la voiture, la tuant. Ted regarde un film très près de l'écran avant de se faire poignarder à la tête avec un couteau de cuisine à travers l'écran. Une fois que Doug et Sara ont fini de faire l'amour sous la douche, Jason s'attaque à Doug, lui écrasant la tête contre un carreau de douche. Il tue alors Sara en lançant une hache à travers la porte d'entrée quand elle tente de s'échapper.
À la maison Jarvis, Trish va voir Rob pour lui demander de l'aide. Rob explique qu'il cherche à se venger de la mort de sa sœur, Sandra Dier, tuée par Jason deux années plus tôt. Trish et Rob laissent Gordon, le chien de la famille Jarvis avec Tommy, et partent ensemble voir ce qu'il se passe. Tommy est laissé à la maison et trouve des articles de journaux de Rob à propos de Jason. À la maison, une peur terrible pousse Gordon à sauter à travers une fenêtre du deuxième étage, le tuant. Jason tue Rob dans le sous-sol, et Trish s'enfuit vers sa maison dans l'intention de mettre Tommy en sécurité. Après une longue chasse à l'intérieur et entre les maisons, Tommy se rase la tête et se déguise en Jason enfant, ce qui est assez efficace pour l'intriguer le temps que Trish l'attaque avec sa machette. Elle laisse finalement tomber la machette que Tommy ramasse tandis qu'elle se jette sur Jason. Jason tombe alors au sol sur la machette qui lui traverse lentement la tête. Comme il embrasse sa sœur, Tommy voit les doigts de Jason bouger. Il perd alors le contrôle et s'acharne sur lui avec la machette, tandis que Trish crie son nom. Dans la scène finale du film, Tommy rend visite à Trish à l'hôpital, et comme ils s'embrassent et espèrent que leur cauchemar est terminé, un tic psychotique de Tommy attire l'attention de la caméra. Le rescapé a pris goût au sang. Désormais, Jason a un émule.
Fin alternative
Une fin alternative au film, comprise dans le DVD Édition Deluxe de 2009, montre une séquence de rêve où Trish et Tommy se réveillent le lendemain matin après avoir tué Jason au son des sirènes de police. Trish envoie Tommy pour appeler la police, qui est arrivée juste à côté. À ce moment-là, elle remarque que de l'eau goutte du plafond et part enquêter. Elle entre dans la salle de bains à l'étage et trouve le corps de sa mère flottant dans une baignoire remplie d'eau sanglante. Trish voit sa mère sortir de la baignoire, Jason surgit de derrière la porte des toilettes et se prépare à l'attaquer. Trish se réveille soudainement à l'hôpital dans une scène qui rappelle la fin des premier et troisième films.

## Fiche technique
- Titre original : Friday the 13th: The Final Chapter
- Titre français : Vendredi 13 : Chapitre final
- Titre québécois : Vendredi 13 : Le Chapitre Final
- Réalisation : Joseph Zito
- Scénario :
  - Ron Kurz, Victor Miller, Carol Watson et Martin Kitrosser (création des personnages)
  - Barney Cohen (scénario)
  - Bruce Hidemi Sakow (histoire)
- Décors : Shelton H. Bishop
- Effets spéciaux et maquillages : Tom Savini
- Photographie : João Fernandes
- Montage : Joel Goodman
- Musique : Harry Manfredini
- Production : Frank Mancuso Jr.
- Sociétés de production : Paramount Pictures et Georgetown Productions Inc.
- Budget : 1,8 million de $
- Pays :  États-Unis
- Langue : anglais
- Format : Couleurs - 35 mm - 1,85:1 - Son mono
- Genre : horreur, slasher
- Durée : 91 minutes
- Dates de sortie :
  - États-Unis : 13 avril 1984
  - France : 11 juillet 1984
- Classification : Interdit aux moins de 12 ans lors de sa sortie en France.

## Distribution
- Ted White : Jason Voorhees
- Kimberly Beck (VF : Nathalie Juvet) : Trish Jarvis
- Erich Anderson (VF : Jean-Loup Horwitz) : Rob Dier
- Corey Feldman (VF : Fabrice Josso) : Tommy Jarvis
- Barbara Howard (VF : Séverine Morisot) : Sara
- Peter Barton (VF : Vincent Ropion) : Doug
- Lawrence Monoson (VF : Bernard Gabay) : Ted
- Joan Freeman (VF : Anne Rochant) : Mme Jarvis
- Crispin Glover (VF : Éric Baugin) : Jimmy
- Clyde Hayes (VF : Thierry Ragueneau) : Paul
- Judie Aronson (VF : Jackie Berger) : Samantha
- Camilla More (VF : Marie Vincent) : Tina
- Carey More (VF : Martine Irzenski) : Terri
- Bruce Mahler (VF : Patrick Poivey) : Axel
- Lisa Freeman : Morgan
- Wayne Grace : officier Jamison

## Production
Dans ce quatrième film, Ted White est le cinquième acteur ayant interprété Jason Voorhees après Ari Lehman (1), Warrington Gillette et Steve Daskawisz (2) et Richard Brooker (3).
Jason Voorhees rencontre ici son plus grand ennemi, Tommy Jarvis, qui va l'affronter dans trois films de la saga.
Ted White menaçait tous les jours de quitter le plateau. Se définissant lui-même comme un mercenaire, il avait pris ce rôle uniquement pour de l'argent, et il avait avoué qu'il détestait les trois premiers opus de la saga. Lorsqu'il vit le résultat final, il exigea que son nom soit retiré du générique.

## Accueil et réception
Cet épisode est particulièrement apprécié des fans de la saga, de par l'originalité de l'intrigue et le réalisme des effets spéciaux réalisés par le maitre du genre Tom Savini.

### Box-office
| Pays                           | Box-office      | Nbre de sem. | Classement TLT | Date  |
| Box-office États-Unis / Canada | 32.980.880 $    | ? sem.       | 1.446e         | Total |
| Box-office France              | 270 013 entrées | ? sem.       |                | Total |

## Distinctions

### Nominations
- Satellite Awards 2005 : Meilleur bonus DVD
- Saturn Awards 2014 : Meilleure collection DVD